# Opel Vectra A
L'Opel Vectra A était un véhicule de la catégorie familiale routière d'Opel. Elle a remplacée l'Ascona C à l'automne 1988 et a été construite jusqu'à l'été 1995.

## Historique du modèle

### Général
La Vectra A a été mise en vente le 14 octobre 1988 en version tricorps avec les finitions GL, GLS et CD.
La berline tricorps à transmission intégrale a suivi en janvier 1989 et la berline à hayon avec les finitions GL et GT a suivi en mars 1989. La transmission intégrale était développée en collaboration avec la société autrichienne Steyr-Daimler-Puch et constituait une toute nouvelle combinaison d'un embrayage visqueux et d'un embrayage à séparation multidisque, par lequel la puissance était transférée depuis la transmission jusqu'à l'essieu arrière. À partir de septembre 1991, les finitions CD Diamant et 4x4 Diamant sont ajoutés.
La Vectra A est techniquement liée à la deuxième génération de la Saab 900 et à sa successeur la Saab 9-3 : elles sont également basées sur la plateforme GM2900 de General Motors.

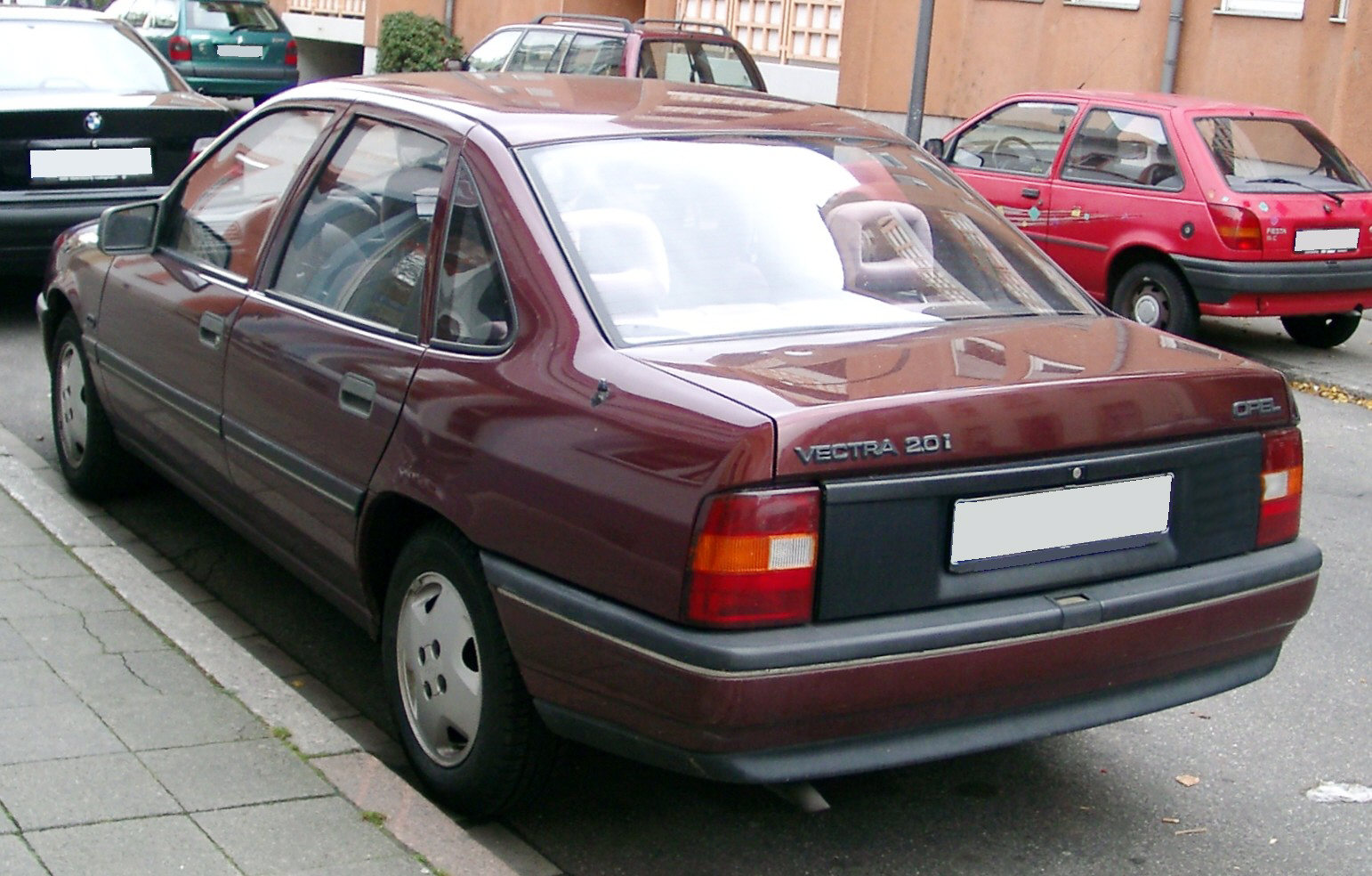
Vue arrière
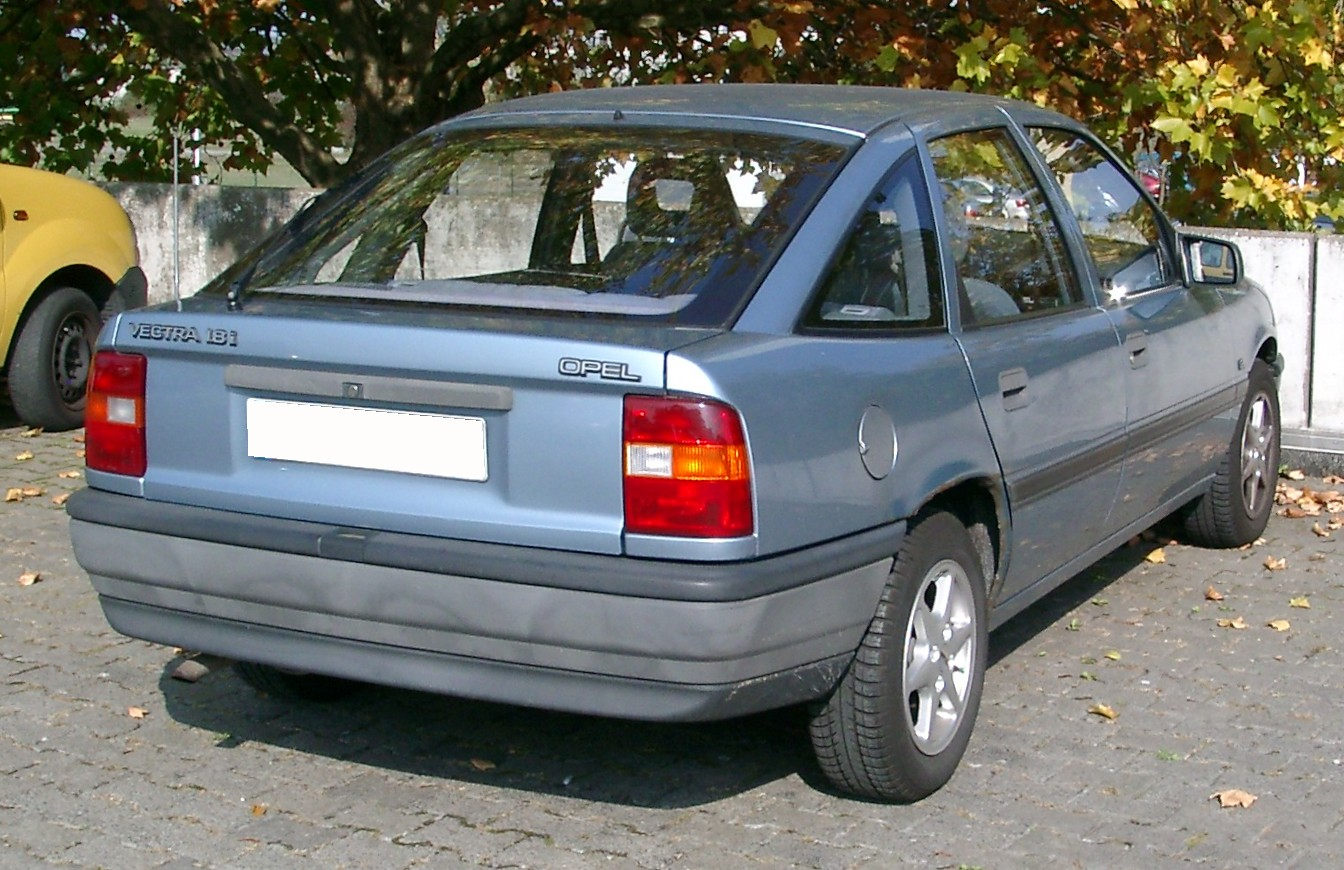
Opel Vectra à hayon (1989–1992)
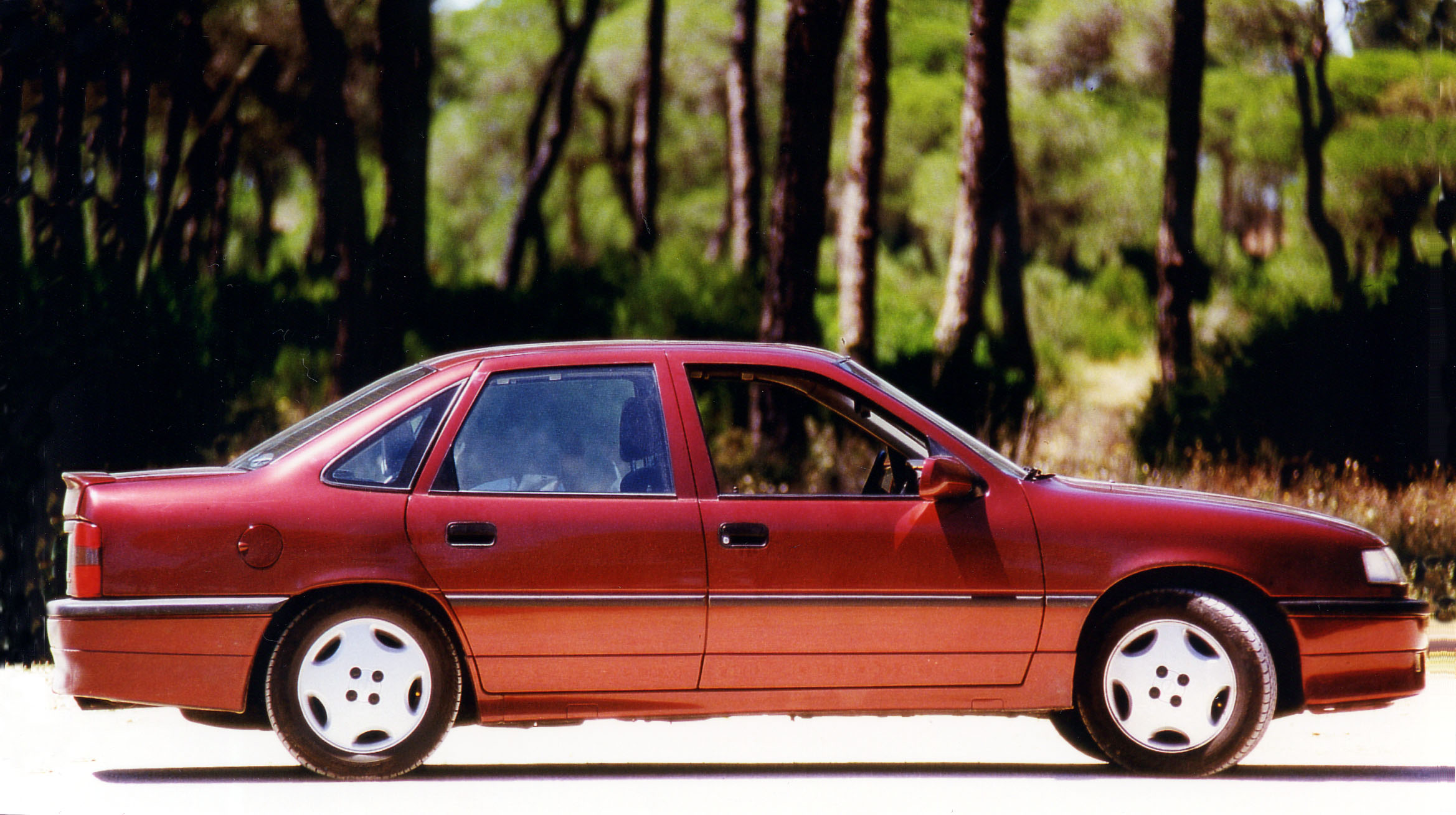
Opel Vectra 2000 (1989–1992)

| Période de production        | De 09/1988 à 07/1995 |
| Formes de carrosserie        | - Berline tricorps avec essieu arrière à poutre de torsion (Vectra A) - Berline tricorps avec essieu arrière à bras semi-traînants (Vectra A-X) - Berline à hayon avec essieu arrière à poutre de torsion (Vectra A-CC) |
| Finition jusqu'en 07/1992    | GL, GLS, GT, CD, 4x4, CD Diamant, 4x4 Diamant, Frisco (seulement en Suisse), 2000, 2000 4x4 |
| Finition à partir de 09/1992 | GL, GLS, GT, GT 16V, 4x4, CD, CD Diamant |
| Finition à partir de 09/1993 | GL, Eco, GLS, GT, GT 16V, CD, CD Diamant, Turbo, V6, V6 Exclusive, Special, Sportive |
| Finition à partir de 03/1994 | GL, Special, Sportive, CDX, V6, Turbo |
| Finition à partir de 09/1994 | GL, Selection, Sport, CDX, V6 |

### Lifting
En septembre 1992, la Vectra A fait peau neuve avec une partie avant et arrière redessinée. Les caractéristiques distinctives du nouveau modèle sont la calandre modifiée avec éclair Opel intégré, les pare-chocs peints de la couleur carrosserie, les lentilles de phare légèrement incurvées, les feux arrière redessinés et la bande de poignée continue sur le hayon.
Chaque Vectra était désormais équipée de série d'un système de freinage antiblocage, d'une direction assistée et d'une boîte de vitesses à cinq rapports. L'équipement de sécurité standard a été élargi avec le lifting pour inclure une protection contre les chocs latéraux avec des renforts en double tube d'acier dans toutes les portes, des panneaux de bas de caisse renforcés et des rails de toit.
À partir de février 1993, l'airbag conducteur était disponible en option et également l'airbag passager avant à partir de septembre 1993. Les deux airbags sont finalement devenus un équipement standard à partir de septembre 1994.

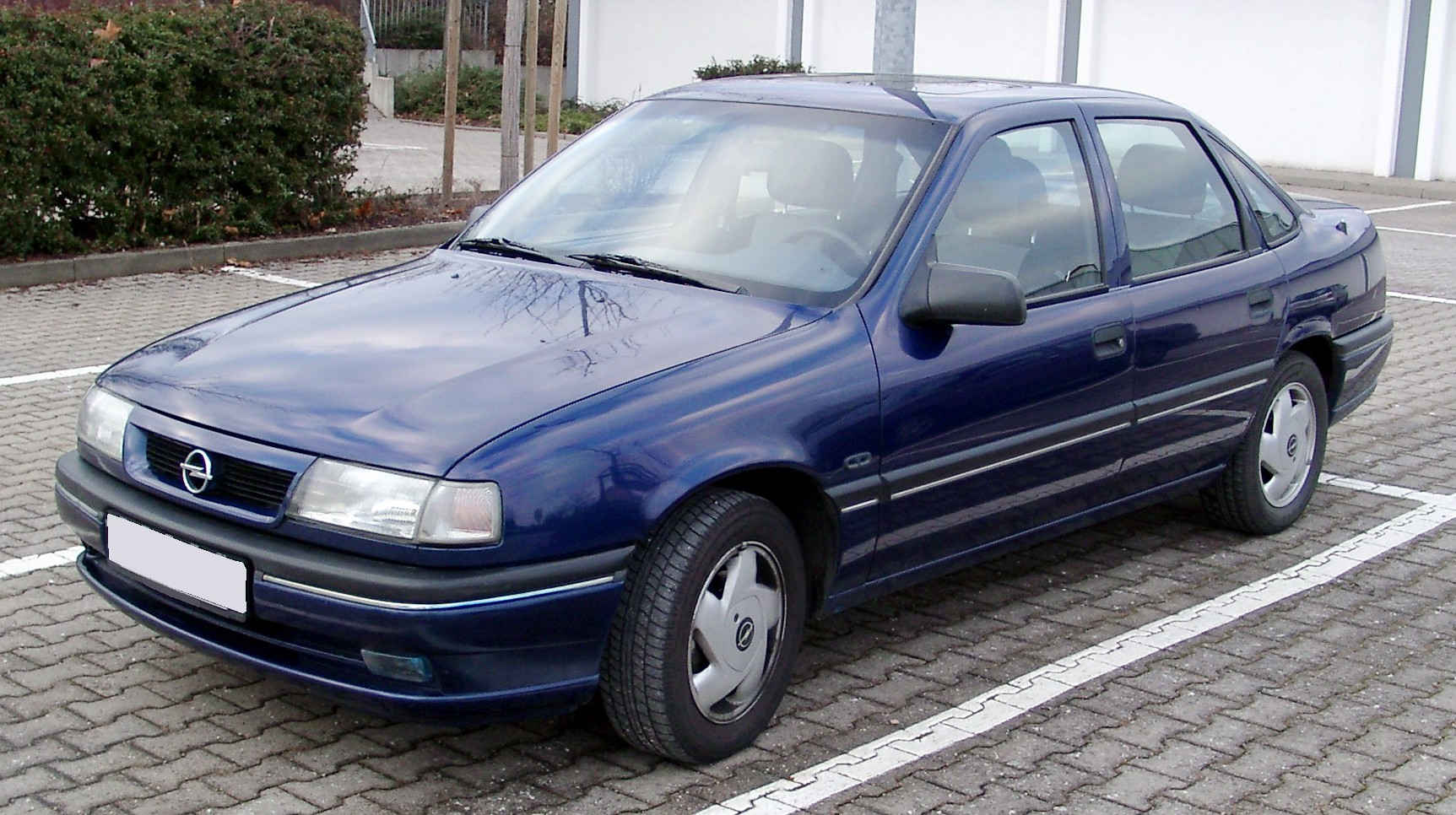
Opel Vectra tricorps (1992–1995)
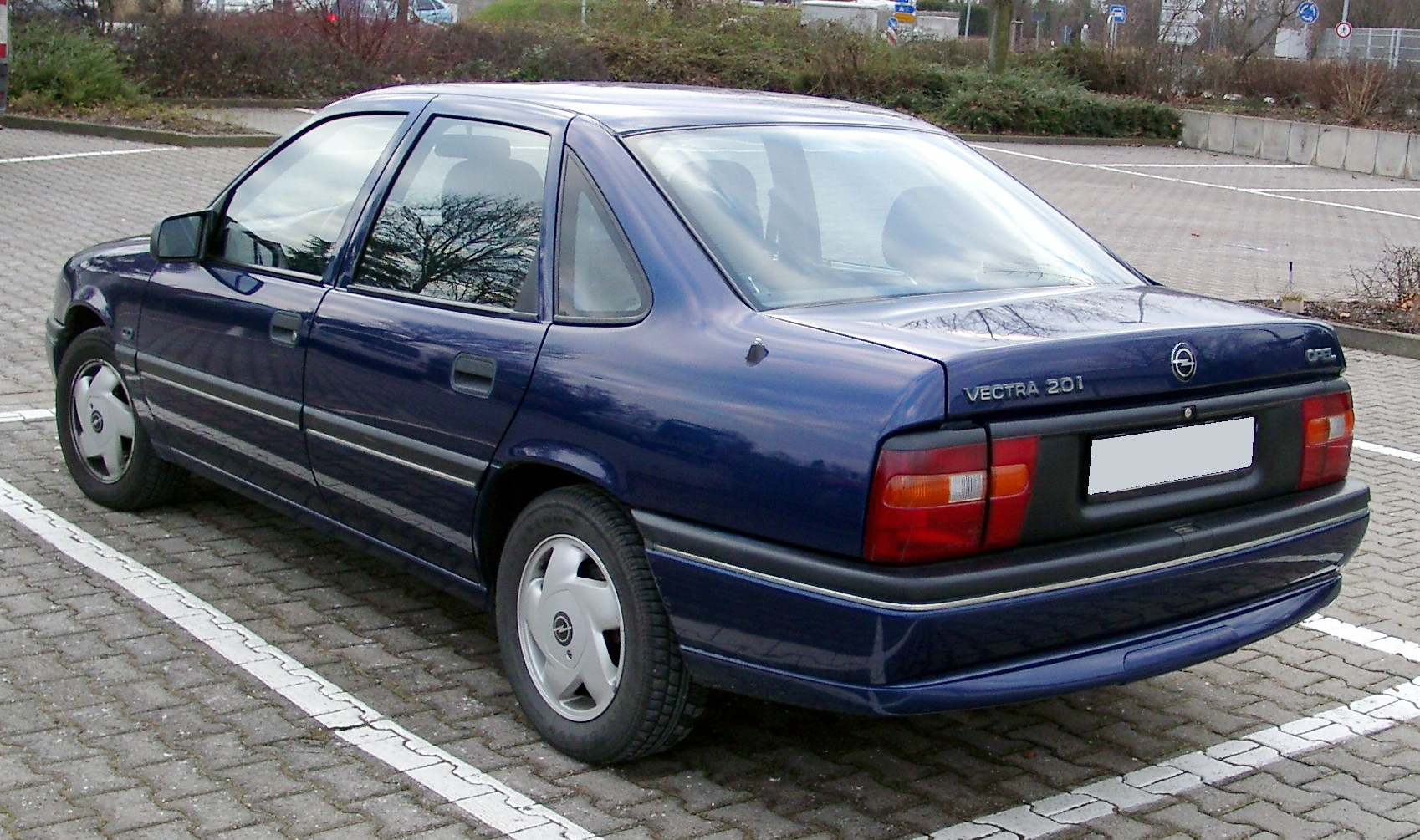
Vue arrière

Jusqu'à l'arrêt de la production de la Vectra A en juillet 1995, des changements constants ont eu lieu dans les combinaisons possibles de forme de carrosserie et de finition, ce qui a également abouti à la création de modèles très rares :
- En tant que successeur de la Vectra 2000, la Vectra GT 16V avec un moteur révisé à 16 soupapes et de 110 kW a été proposée de septembre 1992 à février 1994. La Vectra GT ou GT 16V, disponible uniquement en version à hayon, a également été brièvement proposée en version tricorps de septembre 1993 à février 1994.
- La Vectra Eco équipée du nouveau moteur 1.6i de 52 kW (71 ch) n'a été proposée qu'en septembre et octobre 1993.
- La V6 Exclusive a été brièvement proposée de septembre 1993 à février 1994.
- En septembre 1993, la finition 4x4 n'était plus disponible, ce qui signifie que la transmission intégrale ne pouvait être commandée qu'en option pour la Vectra GL 2.0i, jusqu'à ce que l'option de transmission intégrale ne soit plus disponible en février 1994.
- À partir de mars 1994, la Vectra CDX a été introduite, avec environ 70 000 unités produites.

## Modèles spéciaux

### Vectra 2000
La Vectra 2000, ou Vectra 2000 4×4, était le modèle haut de gamme de septembre 1989 à juillet 1992. La Vectra 2000, qui n'était proposée qu'en version tricorps, n'était disponible qu'avec un moteur à 16 soupapes de 110 kW et a été produite environ 25 000 fois avant d'être abandonnée.

### Vectra Turbo 4×4
Jusqu'en septembre 1992, la Vectra Turbo 4×4 n'était proposée en tant que modèle haut de gamme que dans d'autres pays européens. Comme Opel comptait de nombreux clients voulant une transmission intégrale en Suisse et en Autriche, la Vectra à transmission intégrale y était disponible en association avec le moteur turbo à 16 soupapes de 150 kW (204 ch). À partir de septembre 1993, la Vectra Turbo 4×4 a également été proposée en tant que modèle haut de gamme en Allemagne, mais sa production a été généralement abandonnée en juillet 1994. De septembre 1992 à juillet 1994, seules 2 252 Vectra Turbo 4×4 ont été vendues, principalement en Grande-Bretagne, en Autriche, en Suisse et en Allemagne.

### Vectra V6
La Vectra V6 tricorps dotée du moteur V6 de 2,5 l et 125 kW (170 ch) a été proposée en tant que nouveau modèle haut de gamme en Allemagne à partir du lifting. À partir de mars 1993, la transmission automatique était uniquement disponible et également la transmission manuelle à partir de juin 1993. Depuis mars 1994, la Vectra V6 était proposée en version tricorps et à hayon. En raison de l'arrêt de la Vectra Turbo 4×4, la Vectra V6 était le seul modèle haut de gamme à partir de septembre 1994.

### Expression (seulement en Suisse)
La Vectra Expression avec le moteur 2.0i de 85 kW (115 ch) dispose de l'équipement supplémentaire dit «Expression Safe-Tec» et n'était proposée qu'en Suisse. L'équipement supplémentaire par rapport au modèle GL de base comprend l'airbag conducteur, l'ABS, les enjoliveurs spéciaux, les vitres électriques à l'avant, un intérieur au design «Expression Safe-Tec», les rétroviseurs extérieurs chauffants et réglables électriquement, les boîtiers de rétroviseurs extérieurs peints dans la couleur du véhicule et une bande décorative circonférentielle au design «Expression Safe-Tec».